# Ԑ
Das umgekehrte Z bzw. gespiegelte Z (Ԑ und ԑ) ist ein Buchstabe des kyrillischen Alphabet, der sich vom regulären Z ableitet (З, з).
Verwendet wird dieser Buchstabe nur in der enzischen und der chantischen Sprache, die zu den uralischen Sprachen gehören.